# Heinz Kiehl
Heinz Kiehl (* 6. Juni 1943 in Oggersheim; † 26. Juli 2016 in Ludwigshafen) war ein deutscher Ringer.

## Werdegang
Heinz Kiehls Vater war jahrelang Vorsitzender des Schwerathletik-Klubs KSV Oggersheim bei Ludwigshafen. So verwundert es nicht, dass auch Filius Heinz schon in jungen Jahren bei diesem Verein mit dem Ringen begann. Er war sehr talentiert und gewann schon im Jugend- und Juniorenbereich alles, was auf nationaler Ebene zu gewinnen war. Bereits mit 20 Jahren nahm er an Weltmeisterschaften teil. Sein größter Erfolg war der Gewinn der olympischen Bronzemedaille 1964 in Tokio. An diesen Erfolg konnte Heinz in den Folgejahren nicht mehr ganz anknüpfen, lieferte aber immer offene und faire Kämpfe. Mit dem VfK Schifferstadt, zu dem er zwischenzeitlich gewechselt war, errang er 1971 auch die deutsche Mannschaftsmeisterschaft und stand dabei mit seinem Idol Wilfried Dietrich in einer Mannschaft. Den deutschen Meistertitel gewann er elfmal in beiden Stilarten.
Heinz Kiehl, der gelernter Maschinenschlosser war, bildete sich zum Sportlehrer weiter und war über 30 Jahre als solcher an der Hauptschule in Ludwigshafen-Edigheim tätig.

## Internationale Erfolge
(OS = Olympische Spiele, WM = Weltmeisterschaft, EM = Europameisterschaft, F = Freistil, GR = griechisch-römischer Stil, HS = Halbschwergewicht, damals bis 97 kg Körpergewicht, S = Schwergewicht, damals bis 100 kg Körpergewicht)
- 1963, 9. Platz, WM in Sofia, F, HS, mit Sieg über Masanori Saito, Japan und Niederlagen gegen Muhamad Nazir, Pakistan und Lennart Persson, Schweden;
- 1964, 7. Platz, OS in Tokio, F, HS, mit Siegen über Peter Jutzeler, Schweiz und Erdeneochir Olziisaihany, Mongolei und Niederlagen gegen Maruti Mane, Indien und Said Mustafow, Bulgarien;
- 1964, Bronzemedaille, OS in Tokio, GR, HS, mit Siegen über William Lovell, USA und José Panizo, Spanien und Niederlagen gegen Eugen Wiesberger, Österreich und Per Svensson, Schweden;
- 1965, 10. Platz, WM in Tampere, GR, HS, nach Niederlagen gegen Jürgen Klinge, DDR und Valeri Anisimow, UdSSR;
- 1966, 13. Platz, EM in Essen, GR, HS, nach Unentschieden gegen Josip Čorak, Jugoslawien und Per Svensson und einer Niederlage gegen Wiesberger;
- 1967, 4. Platz, EM in Minsk, GR, HS, mit Siegen über Gürbüz Lü, Türkei, Renato Zanatta, Italien und Niederlagen gegen Ferenc Kiss, Ungarn und Stefan Petrow, Bulgarien;
- 1967, 6. Platz, EM in Istanbul, F, HS, nach Unentschieden gegen Ion Marton, Rumänien und Niederlage gegen Ahmet Ayık, Türkei;
- 1967, 12. Platz, WM in Bukarest, GR, HS, nach Niederlagen gegen Bojan Radew, Bulgarien und Nicolae Martinescu, Rumänien;
- 1968, 6. Platz, EM in Västerås, Gr, HS, mit Sieg über Jan Amnaeus, Dänemark und Niederlagen gegen Per Svensson und Radew;
- 1968, 11. Platz, OS in Mexiko-Stadt, GR, HS, nach Niederlagen gegen Ferenc Kiss und Nicolae Martinescu;
- 1968, 16. Platz, OS in Mexiko-Stadt, F, HS, Aufgabe wegen Verletzung nach Niederlage gegen Schota Lomidse, UdSSR

## Deutsche Meisterschaften
- 1962, 3. Platz, GR, HS, hinter Manfred Spohr, Hannover und Heinz Eichelbaum, Oberhausen;
- 1963, 2. Platz, GR, HS, hinter Johann Meilhammer, Burghausen und vor Günter Triebel, Eckenheim;
- 1963, 1. Platz, F, HS, vor Otto Hartwig, Untertürkheim und Johann Meilhammer;
- 1964, 1. Platz, GR, HS, vor Horst Schwarz, Untertürkheim und Helmut Gössner, Ludwigshafen-Friesenheim;
- 1964, 1. Platz, F, HS, vor Josef Hucker, Unterelchingen und Horst Schwarz;
- 1965, 1. Platz, GR, HS, vor Alfons Hecher, Hallbergmoos und Triebel;
- 1965, 1. Platz, F, HS, vor Horst Schwarz und Herbert Bittner, Kelheim;
- 1966, 1. Platz, GR, HS, vor Alfons Jakoby, Ludwigshafen-Oppau, Josef Hucker;
- 1966, 1. Platz, F, HS, vor Horst Schwarz und Alfons Hecher;
- 1967, 1. Platz, GR, HS, vor Alfons Hecher und Karl Strütt, Daxlanden;
- 1967, 1. Platz, F, HS, vor Alfons Hecher und Dieter Rast, Berlin;
- 1968, 1. Platz, GR, HS, vor Alfons Hecher und Djordje Lukac, Frankfurt;
- 1968, 3. Platz, F, HS, hinter Lukac und Alfons Hecher;
- 1970, 1. Platz, GR, S, vor Alfons Hecher und Heinz Eichelbaum;
- 1970, 2. Platz, F, S, hinter Alfons Hecher und vor Dieter Rast